# Turystyka w Chorwacji

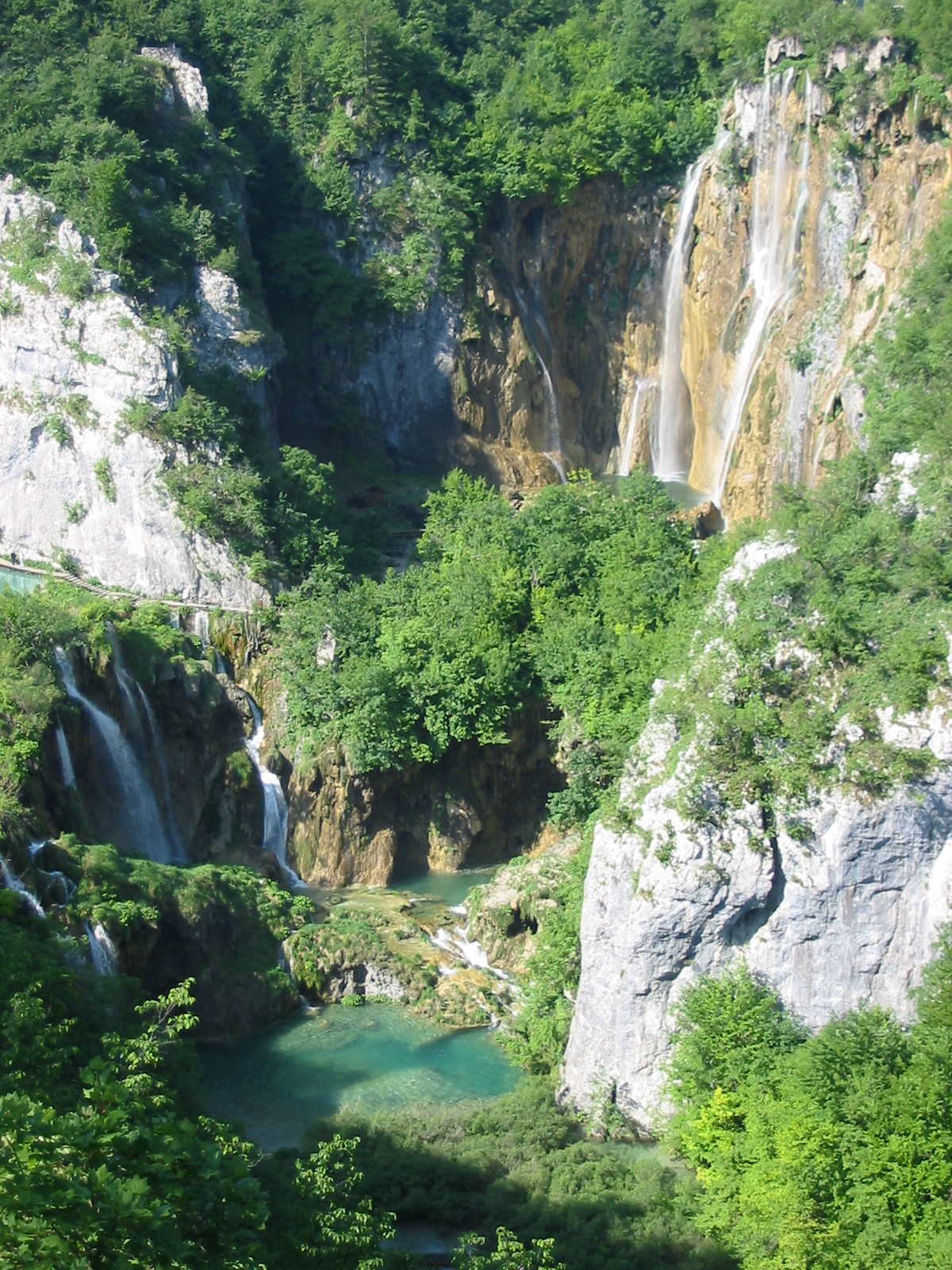

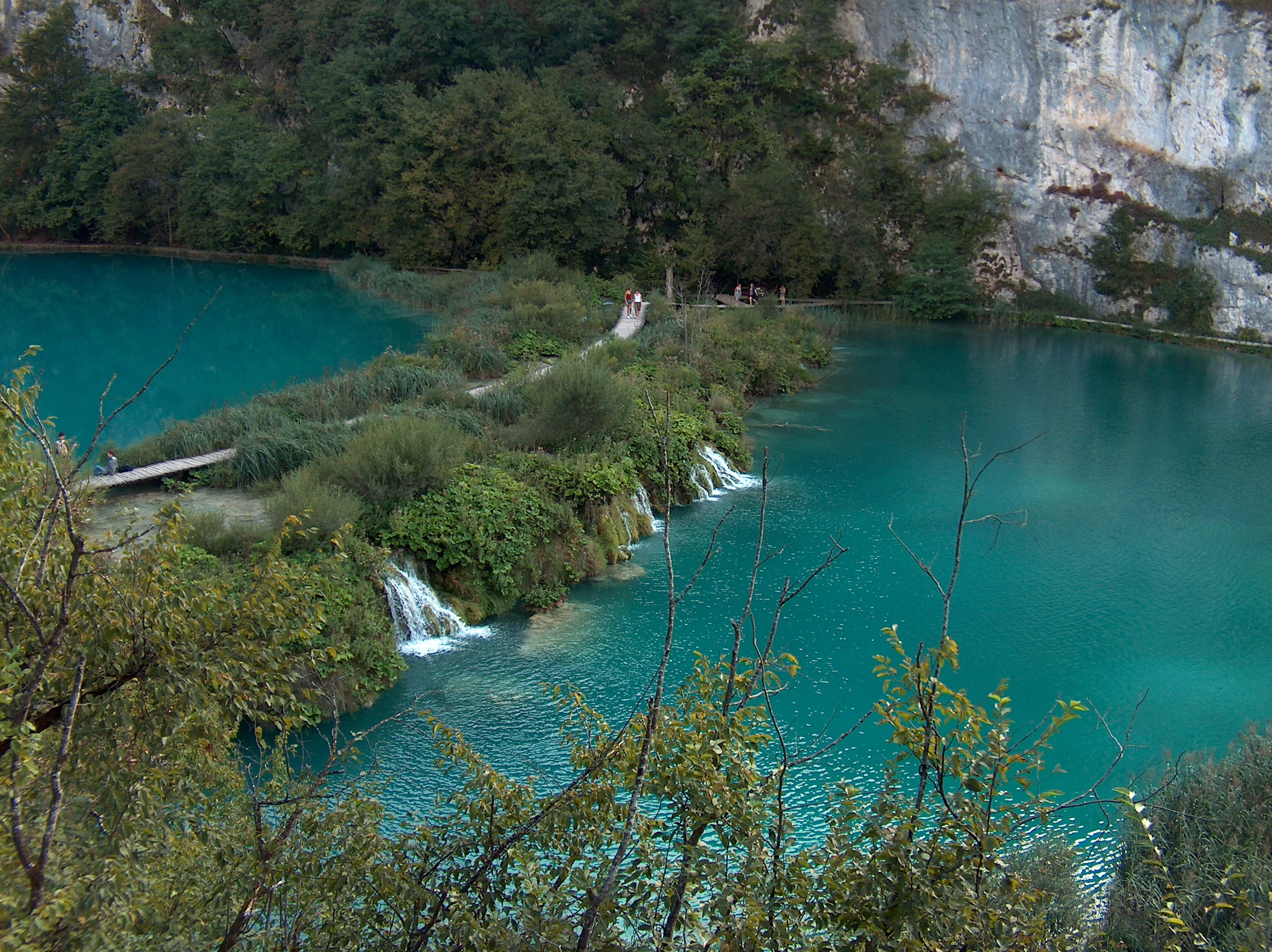
Jeziora Plitvickie

Turystyka w Chorwacji do 1990, kiedy to rozpadła się Jugosławia, przynosiła największą część dewizowych dochodów państwa. Skupiała się ona głównie na wybrzeżu dalmatyńskim i w Istrii, znajdowały się tam liczne uzdrowiska i kąpieliska morskie. Wewnątrz kraju ruch turystyczny był relatywnie niewielki. Konflikty zbrojne związane z rozpadem Jugosławii znacznie ograniczyły ruch turystyczny. Wojna domowa zdewastowała dużą część infrastruktury turystycznej, także zabytkowe miasta jak Pula, Split czy Dubrownik, pełne atrakcji turystycznych, uległy poważnym zniszczeniom. Od 1997 roku przemysł turystyczny jest powoli odbudowywany, a sama Chorwacja staje się coraz bardziej popularnym celem przyjazdów wśród turystów. Obecnie turystyka jest znów ważnym i dochodowym działem gospodarki.

## Charakterystyka turystyki
W Chorwacji można wyróżnić 3 główne ośrodki, do których zmierzają turyści. Pierwszym, a zarazem największym, ośrodkiem jest całe chorwackie wybrzeże Morza Adriatyckiego. Dwa pozostałe są dużo mniejsze, ale też cieszą się dużym zainteresowaniem podróżnych. Są to stołeczne miasto Zagrzeb oraz Jeziora Plitwickie. Najmniej odwiedzanym regionem jest Slawonia.
Adriatyckie wybrzeże sprowadza wielu turystów głównie ze względu na błękitną, ciepłą wodę, słoneczną pogodę, piękne plaże i urozmaicony krajobraz. Cały ten obszar w przeszłości najpierw był pod panowaniem starożytnych Rzymian, a następnie od późnego średniowiecza aż końca XVIII w. pod wpływem Wenecjan. Zarówno jedni i drudzy pozostawili po sobie dużo zabytków, które także przyciągają wielu turystów.
Mniejsze zainteresowanie wschodnią częścią Chorwacji jest spowodowane działaniami wojennymi, które toczyły się tu zaledwie 15 lat temu. Do dziś z tego powodu wiele terenów jest wyludnionych i panuje tutaj duże bezrobocie. Brakuje tutaj większych atrakcji turystycznych, które mogłyby przyciągnąć turystów, a co za tym idzie obszar ten jest ubogi w bazę turystyczną.

## Ruch turystyczny
W 2008 Chorwację odwiedziło 11 206 807 turystów, z czego aż 9 415 105 to turyści zagraniczni (84,0% wszystkich turystów). Jeśli chodzi o formę organizacji wyjazdów turystycznych to 65,3% podróży turyści organizowali we własnym zakresie, a w 34,7% korzystali z usług form zorganizowanych. Najwięcej turystów zagranicznych przyjechało z Niemiec (aż 1 547 735 turystów). Polacy pod tym względem uplasowali się na 7. miejscu (417 211 turystów). Patrząc przez pryzmat ostatnich lat można zaobserwować niewielki wzrost liczby turystów w Chorwacji do 2008 roku. Natomiast później ten kraj odwiedzało już nieco mniej turystów. Ten spadek liczby odwiedzających turystów można tłumaczyć światowym kryzysem gospodarczym.
Od 2010 roku liczba turystów wypoczywających w Chorwacji znów wzrosła. W roku 2012 wyniosła 11,8 mln odwiedzających, zaś w 2013 odnotowano już prawie 12,5 miliona turystów. W 2015 roku liczba turystów wynosiła 14,3 mln, a w 2016 przekroczyła barierę 15 mln (15,59 mln odwiedzających, którzy spędzili w Chorwacji więcej niż jedną noc).

Liczba Polaków, którzy zdecydowali się spędzić swój urlop w tym kraju również wzrosła. W 2015 roku było to 1,8 miliona. W 2016 roku przekroczona została bariera 2 milionów turystów przybywających z Polski.
|  |  |

## Dominujące formy ruchu turystycznego

### Turystyka wypoczynkowa
Ta forma ruchu turystycznego zdominowała turystykę w Chorwacji. Największe nasilenie turystyka wypoczynkowa miała miejsce w latach 70. i 80., kiedy to na wybrzeże i wyspy dalmatyńskie oraz na półwysep Istrię przyjeżdżało wypoczywać mnóstwo turystów nie tylko z całej Jugosławii, ale także z krajów zagranicznych. Obecnie turystyka wypoczynkowa nadal dominuje wyraźnie w Chorwacji, ale już nie ma takiego nasilenia jak z lat przed rozpadem Jugosławii.

### Turystyka morska
W Chorwacji turystyka morska opiera się głównie na podróżach promami. Ten morski środek transportu jest najprostszym sposobem poruszania się między chorwackimi wyspami a wybrzeżem. W Chorwacji istnieje wiele takich połączeń co sprawia, że prom jest głównym środkiem transportu na wybrzeżu. Największym promowym przewoźnikiem promowym jest Jadrolinija. Promy są tak popularnym środkiem transportu, że często bywają przepełnione zwłaszcza podczas sezonu letniego. Inną możliwością podróży pomiędzy wyspami jest wynajęcie jachtu lub wycieczka katamaranem.

### Turystyka aktywna
Jedną z najdynamiczniej rozwijających się gałęzi turystyki jest turystyka aktywna. Wykorzystując swoje położenie geograficzne oraz niezwykle zróżnicowaną linię brzegową, Chorwacja stała się liderem wśród krajów śródziemnomorskich w dziedzinie żeglarstwa. Według ostrożnych szacunków dochody z usług żeglarskich stanowią nawet do 40% dochodów państwa z turystyki. Wykorzystując ten fakt Chorwacja jest liderem wśród krajów europejskich pod względem liczby przystani jachtowych – marin. Największe, a zarazem najpopularniejsze mariny w Chorwacji to Split, Zadar, Dubrownik, Sukošan.
Turyści w Chorwacji mają możliwość aktywnie wypoczywać nie tylko na lądzie, ale także na jeziorach, rzekach i morzu. W Górach Dynarskich istnieje wiele szlaków górskich (pieszych i rowerowych) i miejsc do wspinaczki górskiej. Na Medvednicy są usytuowane stoki narciarskie. Wśród sportów wodnych należy wymienić rafting, spływy kajakowe, kajakarstwo morskie, windsurfing i nurkowanie na duże głębokości.

## Baza noclegowa
Prawie wszystkie hotele 3-, 4- i 5-gwiazdkowe znajdują się na wybrzeżu bądź w Zagrzebiu. We wschodniej Chorwacji istnieją tylko 3 hotele 3-gwiazdkowe (miejscowości Nova Gradiška, Đakovo i Vinkovci), a 4- i 5-gwiazdkowych nie ma w ogóle. Natomiast w żupaniach nadmorskich prawie wszystkie hotele znajdują się nad samym morzem bądź na wyspach. W Górach Dynarskich znajdują się tylko 3 hotele 3-gwiazdkowe – po jednym w miejscowościach Sinj oraz Trilj i ostatni przy Parku Narodowym Jezior Plitwickich. W Chorwacji Środkowej hotele koncentrują się głównie w stolicy kraju – Zagrzebiu. Tylko 4 znajdują się poza stołecznym miastem – po jednym w miejscowościach Varaždin, Sveta Nedjelja, Pregrada i Sesvete (przedmieścia Zagrzebia). W całej Chorwacji jest też tylko 7 hoteli 5-gwiazdkowych. Położone one są w południowej Dalmacji oraz w Chorwacji Środkowej. Można zauważyć związek między rozmieszczeniem hoteli a terenami, gdzie koncentruje się ruch turystyczny.

## Ruch turystyczny w poszczególnych żupaniach
Chorwacja podzielona jest podzielona na 20 żupanii oraz jedno miasto wydzielone – Zagrzeb. Najchętniej odwiedzaną żupanią jest żupania istryjska. W 2008 żupanię tę odwiedziło 2 729 618 turystów. Dużą liczbę turystów zawdzięcza nie tylko wielu walorom przyrodniczym i antropogenicznym, ale także temu, że dla turystów przyjeżdżających z zachodu jest to najbliżej położona żupania. Z ponad dwustutysięcznego włoskiego Triestu do chorwackiej granicy są tylko 34 km. Ta mała odległość skłania w szczególności Włochów do wypoczynku właśnie w tej żupanii zwłaszcza, że ceny są tu dużo niższe niż w kraju z Półwyspu Apenińskiego.
Najwięcej turystów przyjeżdża do żupanii położonych nad Morzem Adriatyckim. Relatywnie dużo turystów odwiedza też miasto Zagrzeb. Turyści z kolei niechętnie odwiedzają żupanie położone w Slawonii.

## Udział turystyki w PKB
W 2005 struktura chorwackiego PKB przedstawiała się następująco: 60,8% – usługi, 31,8% – przemysł i 7,4% – rolnictwo. Turystyka jest bardzo ważną częścią gospodarki w Chorwacji i stanowi część najbardziej rozwiniętej gałęzi gospodarki, a mianowicie usług. Przed wojną z Serbią turystyka stanowiła jedną trzecią dochodu narodowego. Obecnie ta gałąź gospodarki stanowi 25% PKB, a więc jest bardzo ważnym źródłem przychodów państwa chorwackiego. Warto też dodać, że Chorwacja ma około 4,5 miliona mieszkańców, a w ostatnim roku odwiedziło ją prawie 10 milionów turystów zagranicznych.

## Polityka turystyczna
W rządzie chorwackim istnieje Ministerstwo Turystyki Republiki Chorwackiej, które zajmuje się tylko sprawami związanymi właśnie z turystyką. Dla porównania w Polsce mamy Ministerstwo Sportu i Turystyki jako jeden resort, przy czym jego działalność skupia się szczególnie wobec sportu traktując turystykę jako sprawę podrzędną. Jednak osobne ministerstwo do spraw turystyki w Chorwacji dziwić nie może, ponieważ jest ono bardzo ważnym składnikiem całej gospodarki chorwackiej. O zaangażowaniu tego ministerstwa może świadczyć wprowadzenie specjalnych ulg dla turystów niepełnosprawnych. Hasłem przewodnim Ministerstwa Turystyki jest „turystyka dla każdego”. Warto też wspomnieć, że oprócz tego ministerstwa działa również wiele innych instytucji takich jak: Hrvatska turistička zajednica (Chorwacka Wspólnota Turystyczna), Nacionalna Udruga Obiteljskih i Malih Hotela (Organizacja Rodzinnych i Małych Hoteli w Chorwacji), Kamping Udruženje Hrvatske (Związek Chorwackich Pól Kempingowych), Udruga Hrvatskih Putničkih Agencija (Chorwacka Organizacja Biur Podróży) czy Hrvatska Udruga Hotelijera i Restoratera (Chorwacka Organizacja Hotelarzy i Restauratorów).